# محمد يحيى الحسين
الإمام محمد بن يحيى بن الحسين (المرتضى لدين الله) من مواليد 284هـ ، إمام اليمن ، منذ (298هـ – 301هـ / 911 – 913م) خلف والده «الهادي إلى الحق» يحيى بن الحسين ، توفي بصعدة سنة 316هـ 

## أولاده
- القاسم محمد يحيى الحسين .(أبو محمد)
- إسماعيل محمد يحيى الحسين .
- إبراهيم محمد يحيى الحسين .
- علي محمد يحيى الحسين .
- عبد الله محمد يحيى الحسين .
- موسى محمد يحيى الحسين .
- يحيى محمد يحيى الحسين .(أبو الحسين)
- الحسن محمد يحيى الحسين .
- الحسين محمد يحيى الحسين .
- أسماء وثلاث بنات غيرها.